# Frederick Fortune
Frederick Joseph Fortune –conocido como Fred Fortune– (Lake Placid, 1 de abril de 1921-Burlington, 20 de abril de 1994) fue un deportista estadounidense que compitió en bobsleigh en las modalidades doble y cuádruple.
Participó en dos Juegos Olímpicos de Invierno en los años 1948 y 1952, obteniendo una medalla de bronce en Sankt Moritz 1948 en la prueba doble. Ganó tres medallas de bronce en el Campeonato Mundial de Bobsleigh entre los años 1949 y 1965.

## Palmarés internacional
| Juegos Olímpicos   | Juegos Olímpicos             | Juegos Olímpicos  | Juegos Olímpicos |
| Año                | Lugar                        | Medalla           | Prueba           |
| ------------------ | ---------------------------- | ----------------- | ---------------- |
| 1948               | Sankt Moritz (Suiza)         | Medalla de bronce | Doble            |
| Campeonato Mundial |                              |                   |                  |
| Año                | Lugar                        | Medalla           | Prueba           |
| 1949               | Lake Placid (Estados Unidos) | Medalla de bronce | Doble            |
| 1950               | Cortina d'Ampezzo (Italia)   | Medalla de bronce | Doble            |
| 1965               | Sankt Moritz (Suiza)         | Medalla de bronce | Cuádruple        |